# 港湾区域
港湾区域とは、経済的に一体の港湾として管理運営するために必要な最小限度の区域であることなどの条件を満たす場合に、港湾管理者（港務局又は地方公共団体）が、国土交通大臣（又は都道府県知事）と協議し、同意又は届出があった水域である。また、港湾区域に隣接する地域であって港湾管理者が指定する「港湾隣接地域」というものもあり、港湾区域と同様の規制がある。

## 港湾区域の指定による効果
港湾区域が指定されることにより次の範囲を区分する法律的な効果が生じる。
- 港湾施設となるか否かの地域的範囲[1]
- 港湾管理者が業務を行う地域的範囲[2]
- 工事等の許可を行う地域的範囲[3]
- 入港料を徴収する場合の地域的範囲[4]

## 港湾管理者の許可を要する行為
港湾区域内においてある行為をしようとするものは港湾管理者の許可を受けなければならず、次のような行為などがある。
- 港湾区域内の水域の占用
- 港湾区域内における土砂の採取
- 水域施設、外郭施設、係留施設、運河、用水渠又は排水渠の建設又は改良

## 入港料の徴収
港湾管理者は、船舶が入港（港湾区域外の水域から同区域内に入ること）する場合は、当該船舶から入港料を徴収することができるとされており、具体的な入港料については各港湾管理者が条例で定めている。